# Дисдрометр
Дисдрометр (англ. disdrometer) — прибор для анализа объёмного распределения микрочастиц в контролируемой среде. Основная область применения — метеорология, где используется для определения размеров, скорости и количества дождевых капель. Некоторые дисдрометры могут отличать дождевые капли, снежную крупу и град.
Основные типы дисдрометров:

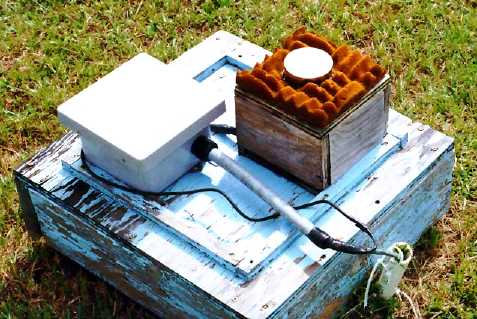
Готовый к работе ударный дисдрометр

- Дисдрометры ударного типа — принцип работы основан на замере кинетической энергии капель дождя, падающих на ударный датчик. Величина ударного импульса, возникающего при ударе капли о горизонтальную чувствительную площадку, преобразуется в электрический импульс и обрабатывается микропроцессорным блоком. Одним из недостатков ударных дисдрометров является инерционность чувствительного элемента и трудность при измерении мелких капель, что приводит к возникновению интервалов времени, когда система утрачивает чувствительность после удара капли. Как следствие, возможен пропуск отдельных капель.
- Цифровые дисдрометры — используют в качестве чувствительного элемента струнные датчики. Струнный датчик представляет собой набор тонких проволочек, натянутых параллельно друг другу, при этом чётные и нечётные струны имеют противоположный электрический потенциал. Такое решение позволяет регистрировать размер капли путём подсчёта числа короткозамкнутых струн и занесения этого числа в выходной регистр электронного счётчика импульсов для последующей цифровой обработки. Основным достоинством такого устройства является простота конструкции датчика, но простота одновременно ограничивает возможность регистрации капель малого размера и не даёт возможности учёта деформаций капель.

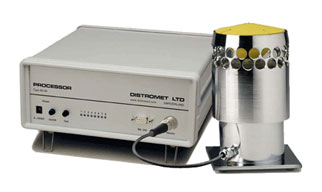
Дисдрометр ударного типа: вертикальный цилиндр — ударный датчик, подключённый к блоку обработки данных

- Дисдрометр ударного типа: вертикальный цилиндр — ударный датчик, подключённый к блоку обработки данныхОптические дисдрометры — для анализа в качестве источника излучения используют лазерные диоды или другие источники излучения. В качестве приемников — светочувствительные элементы. Это позволяет замерять количество и размер капель, пролетевших между датчиками, а в случае снега — даже конфигурацию отдельных снежинок. Некоторые оптические приборы (2D-видеодисдрометры) могут записывать и обрабатывать видеоданные о гидрометеорах, пролетающих в зоне действия датчиков

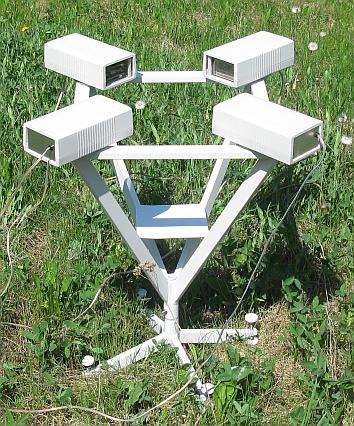
Оптико-электронный двухканальный измеритель осадков

- Оптико-электронный двухканальный измеритель осадков[2][3].

1. ↑  В английском языке слово произошло от англ. distribution — распределение и др.-греч. μετρέω — измеряю, поэтому более правильным названием прибора является англ. distrometer (дистрометр). Но в английском языке из-за большей благозвучности прижилось название англ. disdrometer и в русский язык заимствовано в таком виде. (Michael Schönhuber, Günter Lammer, Walter L. Randeu. Chapter 1, §1.2. About distrometer types // Precipitation: advances in measurement, estimation, and prediction / Ed. by Silas Michaelides. — Berlin Heidelberg: Springer-Verlag, 2008. — P. 4. — 540 p. — ISBN 978-3-540-77654-3.)
2. ↑  Schuur, Terry J., Alexander V. Ryzhkov, Dusan S. Zrnić, Michael Schönhuber. Drop Size Distributions Measured by a 2D Video Disdrometer: Comparison with Dual-Polarization Radar Data (англ.) // Journal of Applied Meteorology and Climatology. — American Meteorological Society, July, 2001. — No. 6. — P. 1019—1034. — ISSN 0894-8763. — doi:10.1175/1520-0450(2001)040<1019:DSDMBA>2.0.CO;2.
3. ↑  В.В. Кальчихин, А.А. Кобзев, В.А.Корольков, А.А. Тихомиров. Оптико-электронный двухканальный измеритель осадков // Оптика атмосферы и океана. — 2011-01-01. — Т. 24, вып. 11. — С. 990–996. — ISSN 0869-5695.